# Bot social
Un bot social (también conocido como: socialbot o socbot) es un tipo particular de chatbot que se usa en redes sociales para generar mensajes automáticamente (p. ej. tuits) o en general defender ciertas ideas, apoyar campañas, y relaciones públicas, ya sea actuando como "adeptos" o incluso como una cuenta falsa para reunir seguidores por sí misma. Al respecto, se podría decir que los bot sociales han pasado el test de Turing.  Los bot sociales parecen haber tenido una función significativa en las elecciones presidenciales de los Estados Unidos de 2016, y su historia parece haberse iniciado al menos en las elecciones de mitad del período de Estados Unidos, en 2010. Se estima que el 9-15% de cuentas activas de Twitter pueden ser bots sociales, y que el 15% de la población de Twitter activa en la discusión de las elecciones Presidenciales de los EE. UU. eran bots, y que al menos 400,000 miles de bots fueron responsables de 3.8 millones de tuits, aproximadamente el 19% del volumen total. Todas estas afirmaciones deben estar sujetas a comprobación.
Los bots son principalmente agentes humanos o agentes programados informáticamente.
Se clasifican en: Unidades Bot civiles humanos; Bots funcionarios estatales humanos; Bots programados estatales; Bots programados civiles de origen org, o grupo con o sin conexión con el estado.
Las principales operaciones de un bot son las de lanzar ataques a un cierto contenido, desinformar con poca información y opinar para influenciar a otros. Y se alojan en las redes sociales e intervienen en las conversaciones de los ciudadanos, sin embargo, no deben confundirse los bots con los informadores civiles.
Un informador civil interviene en las conversaciones y comentarios de redes sociales, sin embargo, su intervención no es para degradar la conversación, sino todo lo contrario, para ofrecer datos verídicos y comprobables, fuentes y versiones variadas, o análisis.
El bot carece de opinión y solo se refiere a temas en 2 a 3 líneas, no argumenta, destruye o denuesta otros comentarios, ataca a otros perfiles con casi cero argumentación, o hasta con insultos.
Los bots de Twitter son ejemplos conocidos, pero correspondientes agentes autónomos en Facebook, y en otros lugares también, han sido observados. Hoy en día, los bots sociales pueden convencer a usuarios de internet, que son capaces de influenciar a gente real a su vez, a pesar de que no son siempre fiables.
Esta herramienta automática puede ser un eficiente asistente de marketing de Instagram. La tarea repetitiva, que requiere mucho tiempo de declarar me gusta, seguir y comentar, puede ser realizada por estos robots automáticamente
Los bots sociales, además de ser capaces de producir mensajes de manera autónoma, también comparten muchos rasgos con los bots de spam, en lo que respecta a la tendencia de infiltrarse en grandes grupos de usuarios.
A no ser que se apruebe reglamentación y normas estrictas sobre su uso, se espera que los bots sociales desempeñen una función importante en el futuro de la conformación de la opinión pública, actuando de manera autónoma como incesantes e incansables influencers.

## Usos
Lutz Finger identifica 5 usos inmediatos para los bots sociales:
- Fomentar la fama: Teniendo un número arbitrario de bots (que no han sido revelados) como seguidores (falsos), pueden ayudar simular éxito real
- Hacer spam: Tener bots publicitarios en las charlas en línea es similar a los correos electrónicos de spam, pero mucho más directo.
- Hacer trastadas: P. ej. registrando a un adversario con muchas identidades falsas y spamear la cuenta, o ayudar a que otros lo descubran para desacreditarlo
- Sesgar la opinión pública: Influenciar las tendencias mediante incontables mensajes de contenido similar con diferentes expresiones
- Limitar el discurso libre: Los mensajes importantes pueden ser sacados fuera de la vista por un diluvio de mensajes  automatizados de un bot

Los efectos de todos los puntos pueden ser comparados y apoyar métodos de guerra psicológica tradicional.

## Tipos de bot sociales
Según su función, se pueden distinguir:
1. Bots de sobrecarga: como su propio nombre indica, tienen el objetivo de inundar un hilo o conversación para dificultar a los participantes seguir la participación de otros y, en consecuencia, evitar la interacción.
2. Trending bots: pueden convertir en trending topics temas que, de otra forma, difícilmente iban a poder tener tal alcance
3. Bots auto troll: evitan el intercambio constructivo de contenido, dirigiendo la discusión hacia temas que no tienen que ver con el hilo principal

## Detección
La primera generación de bots a veces podría ser distinguida de usuarios reales por sus frecuentes capacidades sobrehumanas de poner mensajes de correo constantemente (y en índices masivos). Los desarrollos más tardíos han tenido éxito en imprimir actividades "más" humanas y patrones de comportamiento en el agente. Para detectar inequívocamente bots sociales como lo que son, una variedad de criterios tienen que ser aplicados juntos utilizando técnicas de detección del patrón, algunos de los cuales son:
- Usan dibujos como imágenes de usuario
- A veces también usan fotos aleatorias de usuarios reales (fraude de identidad)
- Tasa de reubicación
- Patrones temporales
- Expresión de los sentimientos
- Proporción de seguidores de amigos[13][14]
- Longitud de los nombres de usuario
- Variabilidad en los mensajes que han sido enviados de nuevo

Botometer (anteriormente conocido como BotOrNot) es un servicio Web público que controla la actividad de una cuenta de Twitter y le da una puntuación basada en cómo de probable es que la cuenta sea un bot. El sistema se aprovecha de más de mil características.
Un método activo que funcionó bien en detectar temprano a los bots de spam fue instalar cuentas de honeypot se escribía contenido que era obvio que no tenía sentido, y entonces era tontamente reenviado (retuiteado) por bots. Otro método de detección es el análisis de velocidad de cambio de las métricas de las red social: en particular, el número de amigos o seguidores de los bos en las redes sociales crece muy deprisa, y la agrupación se mantiene muy baja. Esto se explica como el uso de "farmeo de amigos" para acumular un número grande de amigos en un corto periodo de tiempo.Las investigaciones señalan que en plataformas como Twitter, enfocarse en características basadas en el contenido es efectivo para detectar bots, ya que estas características son difíciles de cambiar para los bots. Sin embargo, mantenerse al día con los avances tecnológicos dificulta la creación de un detector sólido de bots para las redes sociales.